# 林遮峪遗址
林遮峪遗址，位于中华人民共和国山西省忻州市保德县城南35公里林遮峪乡林遮峪村南，1965年5月24日，被列为山西省文物保护单位，属新石器时代至东周时期的古遗址。

## 历史

### 1950、1960年代
林遮峪遗址位于保德县西南约35公里的林遮峪乡林遮峪村南的一个叫堡梁或墩儿梁的台地上，是一处新石器时代至东周时期的古遗址。堡梁东西长约1000米，南北宽约500米，西临黄河，南北两面都是深沟，仅东面和另一条山梁相接，整座山头形同一个很规整的长方形半岛。堡梁一带散落着各种碎石头和碎陶片，在1958年保德县在山西省文化局、文管会直接领导下进行的第一次文物普查中，查得该处陶片分布面积东西长约1000米，南北宽约500米，文化层厚0.1-0.5米。1965年5月24日，林遮峪遗址被列为山西省文物保护单位，属新石器时代古遗址。

### 1971年发掘
1971年秋收之后，保德各地再次发起农业学大寨运动，发动群众上山垦荒、修梯田，11月初，林遮峪公社林遮峪村三个生产小队集中到堡梁进行修建大寨田的会战。尽管堡梁一带是省级文物保护单位林遮峪遗址，但当时保德县内此类遗址颇多，在学大寨运动中并不受到重视，因此成为了林遮峪村村民的垦荒点。11月27日早饭后，社员们再次来到堡梁上垦荒，由于会战是采取划段包干的方式进行的，绝大多数社员已经在过去的二十多天里完成了第一段任务，并转移到了第二片地里，第一段地面上就仅余下刘五孩夫妻和另一名村民三人。开工一段时间后，该村民发现刘五孩夫妻没什么进展，就边问询边朝刘五孩夫妻处走，发现刘五孩手里拿着一个金灿灿的东西，于是大喊“刘五孩刨住金子了！”其他村民闻声都聚拢过来要求参加挖宝。刘五孩坚持不让其他人乱挖，生产队干部过来后安排专人进行挖掘。对于如何处理这批文物，大多数村民主张将青铜器卖给供销社废品收购门市，而把金器卖到营业所，所得在场村民均分，但是生产队干部主张将所得用于购买明天春耕的生产资料，争执不下后决定上报公社，请公社领导决定如何处置。林遮峪公社书记张黄牛对文物保护有些了解，得知后认为村民的处置方案不妥，决定上报，由县政府文化部门来处理。
11月27日上午11时许，保德县文教办公室副主任杨万续接到张黄牛的电话，得知林遮峪村民在堡梁大寨田挖出一批铜材质的文物。27日下午，杨万续与同事余训言徒步前往林遮峪，当天晚上到达。杨万续等人在现车未能看出头绪，于是向生产队干部提议停止在堡梁的学大寨会战，等省里派考古专家勘察后再处理，同时向村民普及文物保护的政策和重要性，肯定村民们保护文物的贡献。根据杨万续的回忆，文物清点是在县、公社和生产队三方干部的监督下进行了，出土的文物包括一件内盛有铜贝109枚，金线饰6件，玛瑙2片，骨贝若干的提梁卣1件；弓形金饰品2件，鼎2件，瓿2件，豆2件；舆栏饰、单铃、双铃等车马器共19件；剑1把，斧1把。杨万续与余训言认为提梁卣及其内部的铜贝是极为贵重的文物，由于带回县城不具备保存条件，而公社有民兵武器库，于是决定将这批文物先存放在公社，由专人保存。
杨万续返回县城后向山西省文物管理委员会电话汇报了文物出土的情况，省文管会很快派由一位逯姓专家带队的一行三人到保德县，在保德县文化馆馆长马林春的陪同下对堡梁进行勘探考察，初步认定堡梁大面积散落在地的瓦片属于新石器时代文物，并确定遗址附近并无古墓群。1972年春夏之交，保德县决定将提梁卣及其内装的铜贝、骨贝、金线饰、玛瑙送到省文管会鉴别和保管。杨万续与余训言到公社提取文物时，张黄牛要求他们把所有文物都带走被杨余二人拒绝。杨余二人将提梁卣及铜贝等文物带回县城后派张翠明专程送省文管会。省文管会鉴别后初步认定铜贝为新石器时代文物。1972年第4期《文物》杂志中刊登吴振录《保德县新发现的殷代青铜器》一文，对林遮峪出土的这批文物进行了详细的说明。1974年9月15日，省文管会在昔阳县召开的全省文化工作学大寨会议上宣布了对林遮峪文物的新认定和断代，其中保德铜贝被认为大约是商代武乙、文丁时期的铸币。

### 2005开始的再次发掘
2005年，山西省考古研究所为配合国家文物局“河套地区先秦、两汉时期的生业、环境与文化”课题的实施，对林遮峪遗址进行首次试掘，在台地的两边的自然冲沟中间发现有大量被搬迁过的遗物而形成的二次堆积。林遮峪遗址属于黄土高原坡状台地，在台地最后端有一道用自然石片或石块垒砌的石墙，石墙内侧发现有大量庙底沟二期文化、龙山文化、夏时期的先民留下的遗迹。此次试掘并未发现预期的商代晚期与1971年铜器墓相关的遗存，其主要遗迹和遗物属于龙山时期老虎山文化永兴店类型。
2019年6月开始，山西省考古研究所为实施和推进“河套地区聚落与社会研究”课题再次对林遮峪进行发掘。2019年，考古工作者在遗址东侧残长约140米的石城墙旁边布排探方，共发掘面积545平方米，共发掘灰坑6座，墓葬13座，另外在发掘区西部还发现一段窄石墙。2020年8月，山西省考古研究院在接受山西晚报的采访中透露，林遮峪遗址地表可见有夏商、龙山时期陶片，13座墓葬均为竖穴土坑墓，墓向不一，部分墓葬被推测为龙山晚期到夏时期，另一部分被推测为商时期，根据此次发掘推测林遮峪石城始建于龙山时期早期，废弃于龙山晚期，夏商时期基本上已经失去防御功能。